# 葛籠
葛籠（つづら）は、元来、ツヅラフジのつるで編んだ蓋つきの籠の一種である。後に竹を使って網代に（縦横に組み合わせて）編んだ四角い衣装箱を指して呼ぶことが一般的になった。

## 歴史
元々はツヅラフジのつるが丈夫で加工しやすいことから、つる状のものを編んで作る籠のことを材料名から葛籠と呼んでいたようである。原材料が変化しても呼称だけは残り、葛籠という字が当てられたまま「つづら」と呼ばれるに至っている。「葛」という字は単体では「くず」であるが、「かづら」とも読むことができ、かづらはつる植物の総称としても使われる語句である。
ツヅラフジは漢字で書く場合は「葛藤」となり、つるがもつれ合う様から、感情がもつれることの表現として「かっとう」という言葉が残っている。(wikt:葛藤)
植物のつるを編んで作る籠は縄文時代から作られ、運搬に利用されていた。ツヅラフジで作られた葛籠は正倉院に所蔵されている。平安時代に入り竹を加工する技術が確立されると、幅を一定に揃えやすい特徴から衣装を保管する箱として、四角く作られるようになった。伊勢貞丈が江戸時代中期（1763年～1784年）に記した『貞丈雑記』には葛籠に関する記述があり、素材が竹に変っていっていると書かれている。
元禄時代になり、葛籠屋甚兵衛という江戸の商人が規格サイズ（約87×53×45cm）を婚礼の道具として作り出し、庶民にも親しみやすいものになっていった。
最盛期は明治から大正にかけての頃。呉服の街として名高い東京・日本橋には葛籠の職人も多く、葛籠屋の組合もあった。戦後、衣服を保管する用品・家具は合成樹脂製など多様化した。つづらの需要は減り、東京都内で製作しているのは、甘酒横丁（日本橋人形町）の一軒のみである。一方で、伝統的な規格以外の大きさや小物入れなどとしての製作依頼があったり、訪日外国人が興味を示したりする新しい動きもある。

## 製作
竹製の葛籠の場合、細く幅を揃えた竹を縦横に編み、四角い箱の形を作る。中に和紙を貼り込んでいく。ここで使われる和紙は古い帳簿などがリサイクルされた。角には補強材として古い蚊帳の生地をあてた。こうして作られた箱に柿渋を塗り、漆（現代ではカシューが使われることが多い）塗りを経て、完成する。家紋が入れられる場合も多い。

## 特徴
竹製なので軽く、通気性が良く、柿渋と漆の効果で湿度を適宜に保ち、防虫と抗菌の効果がある。耐用年数は100年以上とも言われ、その頑丈さは放り投げてもばらばらになりにくいため、火事などの緊急時に粗雑に扱われても中に保管していたものを守りやすいという特徴を持つ。

## 備考
- 元来、漆が使われてきたが、カシューという合成樹脂塗料が発明されて以降、取り扱いやすさから代用されることが多い。
- 「つづら」は「葛籠」の他にも、漢数字の「九十九」と変換されるが、これは「ツヅラフジ（科）」のつる（植物）が曲がりくねっていることが語源と考えられている。日光のいろは坂のような坂道を「九十九折（り）」「葛折（り）」と呼ぶのも、これが語源である。
- 日本のおとぎ話、「舌切り雀」にはおみやげ物が入っている容器として大きな葛籠と小さな葛籠が登場する。